# فيل وليامز (لاعب كرة قدم)
فيل وليامز (بالإنجليزية: Phil Williams)‏ (5 أبريل 1958 في المملكة المتحدة - ) هو لاعب كرة قدم بريطاني في مركز الهجوم. لعب مع نادي تشستر سيتي وكراي واندررز.